# تاوالیچوو
تاوالیچوو (به بلغاری: Tavalichevo) یک منطقهٔ مسکونی در بلغارستان است که در شهرستان کیوستندیل واقع شده‌است.